# Jean Adolphe Roger Bouan
Pour les articles homonymes, voir Bouan.
Jean Adolphe Roger Bouan (Agen, né le 9 avril 1892 et mort en mer de Norvège le 3 mai 1940), est un officier de marine français.

## Biographie
Il entre à l'École navale en octobre 1910 et en sort aspirant en octobre 1912. Il part alors sur le cuirassé Mirabeau en Méditerranée. Enseigne de vaisseau de 1re classe (octobre 1915), second du torpilleur Voltigeur toujours en Méditerranée, il passe ensuite sur le croiseur cuirassé Pothuau comme officier de tir et sert en Syrie et en mer Rouge (1916-1917) puis dans l'Atlantique sur l'aviso Meuse (1918). 
En juin 1919, nommé lieutenant de vaisseau et officier en second de l'escadrille des sous-marins de Bizerte, il navigue sur l'Astrée et le Sané et commande en 1920 le sous-marin Louis Dupetit-Thouars à Toulon. 
Mis sur sa demande en congé d'études pour suivre les cours de l’École supérieure d'électricité, il devient en septembre 1922 instructeur d'électricité à l’École de navigation sous-marine et travaille à sa vaste étude sur les appareils électriques utilisés sur les sous-marins. 
En 1923, il commande le sous-marin Henri Fournier à Toulon, devient membre de la Commission d'études pratiques des sous-marins puis commande le Jean Roulier (1925) avec lequel il effectue une importante croisière dans l'Atlantique qui lui vaut un témoignage de satisfaction. 
Capitaine de corvette (janvier 1928), il travaille au 3e bureau de l’État-major général dans la section réparation et entraînement des sous-marins. Il est alors désigné pour suivre les travaux d'achèvement du Vengeur à Cherbourg et effectue en compagnie du Redoutable une croisière d'endurance. 
Sous-chef d'état-major de la Première région maritime à Cherbourg, il est promu capitaine de frégate en octobre 1932. Second du ravitailleur de sous-marins Jules Verne (1933), il commande en septembre 1934 la 4e escadrille de sous-marins à Brest et est nommé en 1937 chef d’État-major de la 1re flottille de sous-marins en Méditerranée. 
Auditeur au Centre des hautes études navales (1938), capitaine de vaisseau (juillet), affecté à l’État-major général, il reçoit le 14 octobre 1939 le commandement du Bison et de la 11e division de contre-torpilleurs. Le Bison gagne alors la mer du Nord et la Norvège (avril 1940) où il est chargé des missions d'escorte des transports de troupes. 
Attaqué vivement par des escadrilles de Stukas, le Bison est gravement atteint par des bombes lors de l'évacuation de Namsos. Coupé en deux, envahi par les flammes, le bâtiment tirait encore lorsqu'il sombra définitivement le 3 mai 1940, engloutissant tous ses occupants. 
Le commandant Bouan fut alors cité à l'ordre de l'armée de mer.

## Postérité
Son patronyme est donné à un sous-marin en 1947, puis à un aviso.